# كريل راشي
ايفوزي راشي أو كريل راشي (الاسم العلمي: Thysanoessa raschii) هو نوع من الحيوانات البحرية يتبع جنس ايفوزي مهدب من فصيلة الايفوزية.